# زودان
زودان(مبارکه)، روستایی از توابع بخش گرگن شهرستان مبارکه در استان اصفهان ایران است.

## جمعیت
این روستا در دهستان گرکن قرار دارد و براساس سرشماری مرکز آمار ایران در سال ۱۳۸۵، جمعیت آن ۱٬۰۶۳ نفر (۲۷۶خانوار) بوده‌است.